# Nurket
Der Nurket (norwegisch für Pygmäe) ist ein Felsvorsprung im ostantarktischen Königin-Maud-Land. In der Kirwanveggen der Maudheimvidda ragt er unmittelbar östlich des Hallgrenskarvet auf.
Norwegische Kartographen benannten den Felsen und kartierten ihn anhand von Vermessungen und Luftaufnahmen der Norwegisch-Britisch-Schwedischen Antarktisexpedition (1949–1952).